# 1774 w polityce

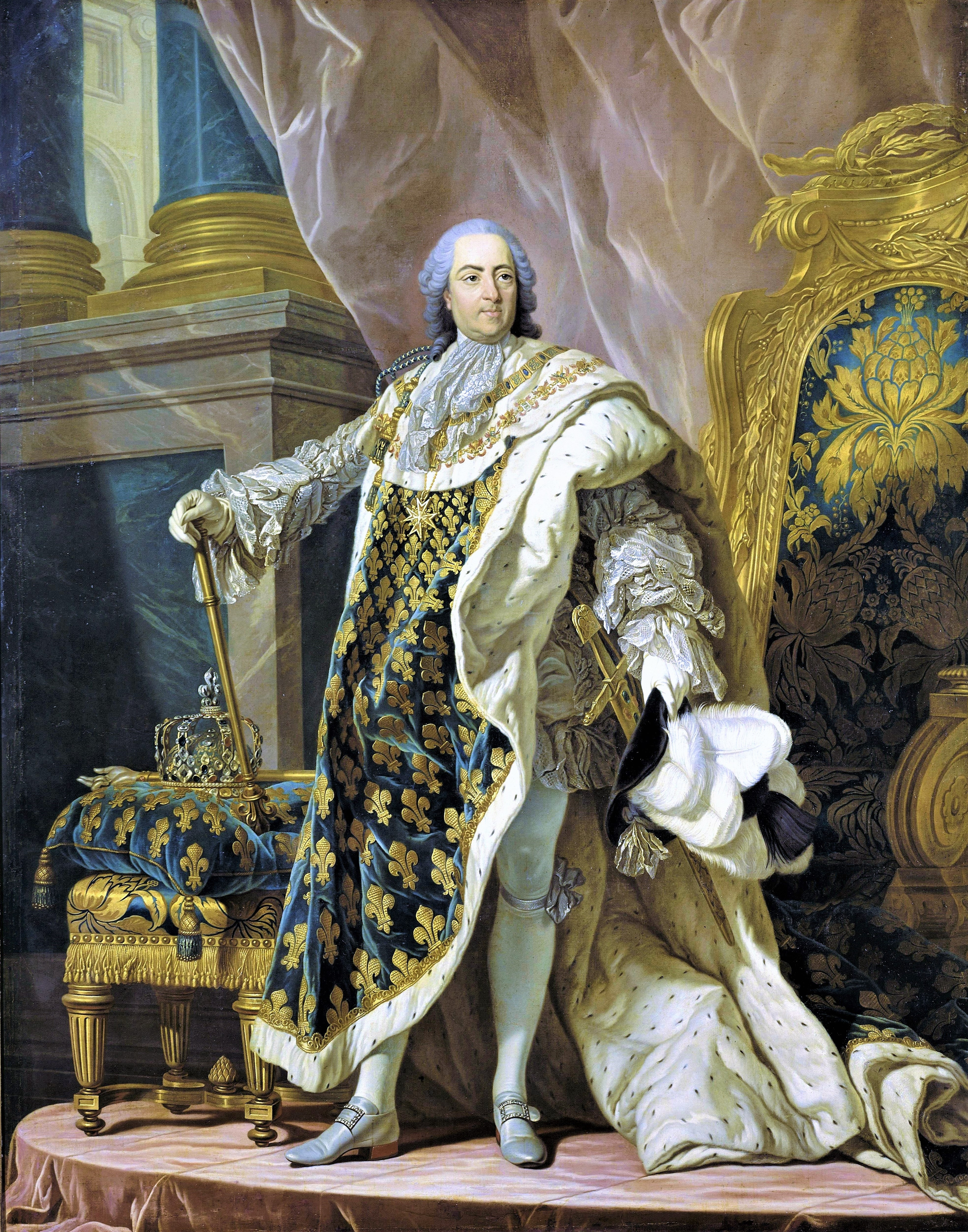
Ludwik XV

Wydarzenia polityczne w 1774 roku.

## Zmarli
- 10 maja Ludwik XV, król Francji[1].
- 22 września Klemens XIV, papież[2].